# Тутань
Тутань (рос. Тутань) — присілок в Калінінському районі Тверської області Російської Федерації.
Населення становить 23 особи. Входить до складу муніципального утворення Медновське сільське поселення.

## Історія
Від 2005 року входить до складу муніципального утворення Медновське сільське поселення.

## Населення
| 1859 | 1886 | 2002 | 2008 | 2010 |
| ---- | ---- | ---- | ---- | ---- |
| 152  | ↗164 | ↘16  | ↗21  | ↗23  |